# .hm
.hm là tên miền quốc gia cấp cao nhất (ccTLD) của Đảo Heard và McDonald.